# Andrea Orlandini
Andrea Orlandini (Florencia, provincia de Florencia, Italia, 6 de febrero de 1948) es un exfutbolista italiano. Se desempeñaba en la posición de centrocampista.

## Trayectoria
Se formó en las categorías inferiores del club de su ciudad natal, la Fiorentina. El equipo viola lo cedió a préstamo a Reggiana, Sambenedettese y Prato para que sumara experiencia en segunda y tercera división.
En 1971 volvió a Florencia. El entrenador sueco Liedholm lo hizo debutar en el primer equipo ya en la fecha uno ante el Napoli; en este partido Orlandini marcó un gol, el único de una temporada donde sumó 29 presencias en la Serie A. La temporada siguiente jugó 27 partidos en la liga italiana. Con la Fiorentina perdió una final de la Copa Mitropa y una de la Copa anglo-italiana
En 1973 fichó por el Napoli, donde ganó la Copa Italia 1975-76 y la Copa de la Liga anglo-italiana 1976.
Después de cuatro temporadas en Nápoles volvió a la Fiorentina y aquí concluyó su carrera en el año 1982, totalizando 265 presencias con 8 goles en la Serie A y 15 presencias en la Serie B.

## Selección nacional
Fue internacional con la selección de fútbol de Italia, jugando tres partidos contra Holanda, Finlandia y la URSS.

## Clubes

### Como jugador
| Club              | País   | Año       |
| ----------------- | ------ | --------- |
| ACF Fiorentina    | Italia | 1967-1968 |
| AC Reggiana       | Italia | 1968-1969 |
| US Sambenedettese | Italia | 1969-1970 |
| AC Prato          | Italia | 1970-1971 |
| ACF Fiorentina    | Italia | 1971-1973 |
| SSC Napoli        | Italia | 1973-1977 |
| AC Fiorentina     | Italia | 1977-1982 |

## Palmarés

### Campeonatos nacionales
| Título      | Club       | País   | Año     |
| ----------- | ---------- | ------ | ------- |
| Copa Italia | SSC Napoli | Italia | 1975-76 |

### Campeonatos internacionales
| Título                         | Club       | País   | Año  |
| ------------------------------ | ---------- | ------ | ---- |
| Copa de la Liga anglo-italiana | SSC Napoli | Italia | 1976 |